# Smirna, Ialomița
Smirna este un sat în comuna Grivița din județul Ialomița, Muntenia, România. A nu se confunda cu Smyrna, vechea denumire a orașului Izmir!.
Smirna este un sat în comuna Grivița din județul Ialomița, Muntenia, România.